# Comuna Novîci, Șepetivka
Novîci (în ucraineană Новичі) este o comună în raionul Șepetivka, regiunea Hmelnîțkîi, Ucraina, formată din satele Joludkî, Malovanka, Novîci (reședința) și Poleana.

## Demografie
Componența lingvistică a comunei Novîci
     Ucraineană (97%)
     Rusă (2,56%)
     Alte limbi (0,18%)
Conform recensământului din 2001, majoritatea populației comunei Novîci era vorbitoare de ucraineană (97%), existând în minoritate și vorbitori de rusă (2,56%).